# Monumento della Colonna con Pigna

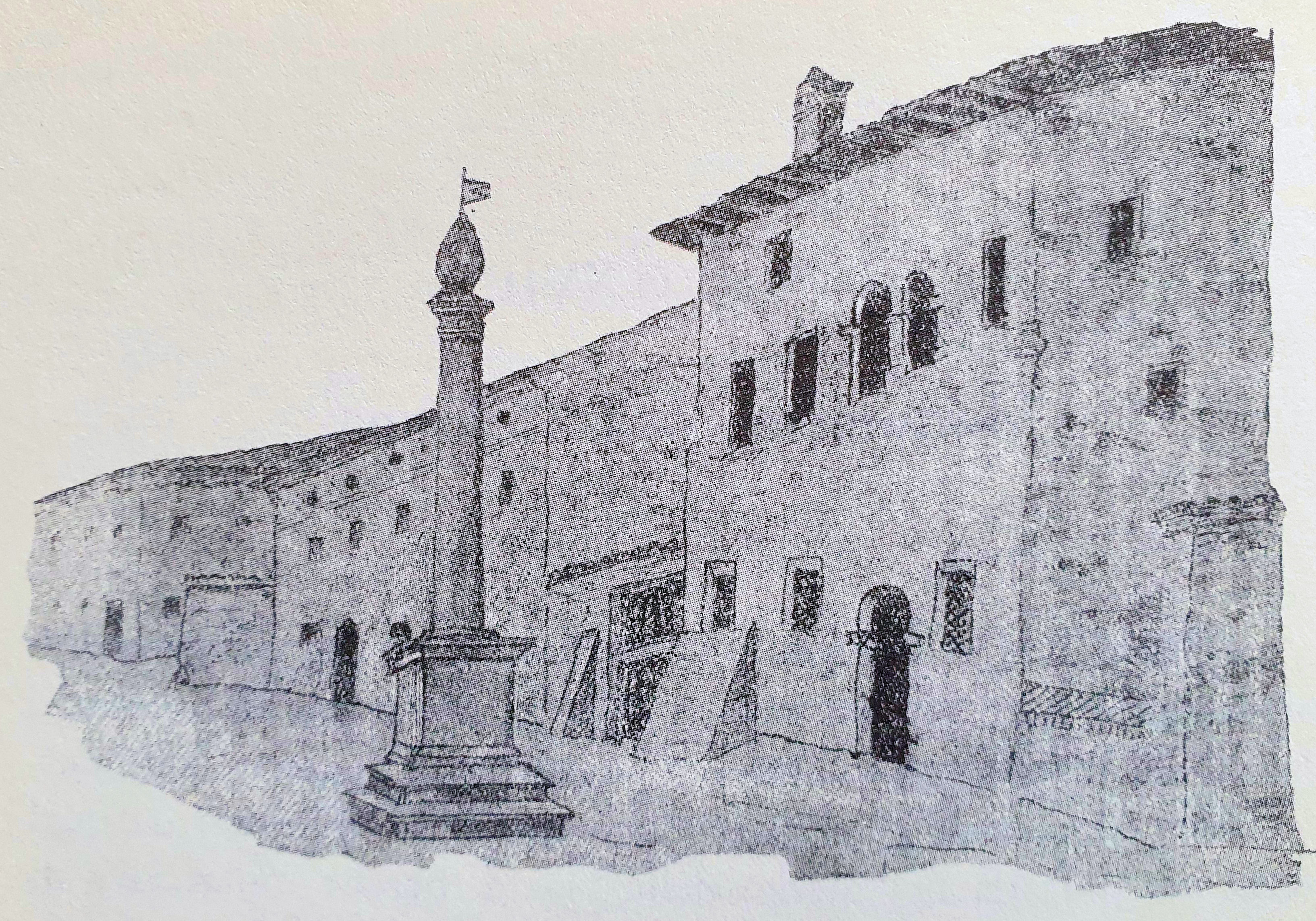
Castel Goffredo, Monumento della Colonna alla fine del '700.

Il monumento della Colonna con Pigna è una scultura marmorea anepigrafa, composta da una colonna poggiante su una base sempre in marmo e sormontata da una Pigna, la superficie della quale è caratterizzata da una scansione in rombi di misura scalare dal basso verso la punta. È collocato nei giardini pubblici di Castel Goffredo, in provincia di Mantova.

## Storia
Lo storico Francesco Bonfiglio sostiene che l'origine della colonna va ricercata al tempo della dominazione della Repubblica di Venezia su Castel Goffredo e da documenti comunali risulta essere presente in loco dalla metà del Cinquecento. La stessa sarebbe stata dapprima  sormontata dal leone di San Marco, successivamente sostituito dalla Pigna e collocata sul quadrivio, di fronte alla contrada Colonna. La Pigna sarebbe invece di origine romana e si tratterebbe di un segnacolo funebre.
Nel 1715 furono eseguiti restauri al monumento. Nel 1827 venne tolta dal quadrivio per essere collocata nella piazza principale del paese. Nel 1860 venne rimossa per permettere migliore viabilità e più spazio al mercato del giovedì, che si teneva in quegli spazi.